# Tarasivka, Oleksandrivka
Tarasivka (în ucraineană Тарасівка) este un sat în comuna Bukvarka din raionul Oleksandrivka, regiunea Kirovohrad, Ucraina.

## Demografie
Componența lingvistică a localității Tarasivka
     Ucraineană (95,83%)
     Rusă (4,17%)
Conform recensământului din 2001, majoritatea populației localității Tarasivka era vorbitoare de ucraineană (95,83%), existând în minoritate și vorbitori de rusă (4,17%).